# Karol Gołębiowski
Karol Gołębiowski (ur. 3 września 1991) – polski futsalista, piłkarz plażowy,
reprezentant w piłce nożnej plażowej. Mistrz Anglii 2016 w piłce nożnej plażowej, dwukrotny uczestnik Euro Winners Cup w sezonach 2013 oraz 2017.